# Північний адміністративний округ
Півні́чний адміністрати́вний о́круг — один з 12 округів Москви. Складається з 16 районів. З 1 липня 2009 року префектом (тобто головою) Північного округа Москви призначено Олега Мітволя.
Округ має свій телеканал. На території округа з 9:15 до 11:30 та з 18:15 до 20:15 (за московським часом, тобто UTC+3 взимку та UTC+4 влітку) на частотах телеканала «Довіра» віщає телеканал Північ ТВ.

## Райони
- Аеропорт
- Беговий
- Бескудніковський
- Войковський
- Східне Дегуніно
- Головинський
- Дмитровський
- Західне Дегуніно
- Коптєво
- Лівобережний
- Молжаніновський
- Савеловський
- Сокіл
- Тимирязевський
- Ховріно
- Хорошевський

## Вулиці
Округ містить 406 вулиць.

## Цвинтарі
- Бусиновський цвинтар